# North Beach (Antarktika)
Der North Beach (englisch für Nordstrand) ist ein Strand an der Pennell-Küste des ostantarktischen Viktorialands. Auf der Westseite der Adare-Halbinsel schließt er an den Ridley Beach an und reicht bis zum Kap Adare.
Die Nordgruppe um den britischen Polarforscher Victor Campbell benannte ihn im Zuge der Terra-Nova-Expedition (1910–1913) unter der Leitung des britischen Polarforschers Robert Falcon Scott.